# Socovos
Socovos (antiguamente Socobos) es un municipio y localidad española de la provincia de Albacete, en la comunidad autónoma de Castilla-La Mancha. El término municipal, que incluye las pedanías de Tazona, Los Olmos, Cañada Buendía y El Cañar, cuenta con una población de 1662 habitantes (INE 2024).

## Ubicación
Situado al sureste de la península ibérica, el municipio limita por el sur con la Región de Murcia (municipio de Moratalla), por el norte con el municipio de Férez, al oeste con el municipio de Letur y por el noreste con el término municipal de Hellín.

## Historia
Territorio perteneciente a la antigua Taifa de Murcia, pasó a ser dominio de la Corona de Castilla en virtud del Tratado de Alcaraz en 1243, de mano del infante don Alfonso, el futuro Alfonso X el Sabio, pasando Socovos a formar parte del Reino de Murcia. Fue cabeza de una de las tres encomienda de la Orden de Santiago en la actual provincia de Albacete. Hasta 1860 el municipio se llamaba Socobos.

## Patrimonio histórico y natural

### Solana delMolinico, Patrimonio de la Humanidad
Una magnífica muestra de la presencia humana en este municipio durante la prehistoria lo constituyen las pinturas rupestres de Solana del Molinico, también conocida como Loma del Conjuraor. Fueron descubiertas por Casimiro Fernández Baudín, en 1935, y publicadas inicialmente por Joaquín Sánchez Jiménez, en 1962. Pertenecientes al llamado Arte esquemático (6500-3200 años antes del presente), un estilo que fundamenta su iconografía en la abstracción (puntos, barras, máculas...), son los testimonios credenciales de los grupos neolíticos, semejantes a los que se encuentran en Alpera, Letur y Nerpio, por citar los núcleos más conocidos y puede calificarse este santuario como el más importante del área meridional de Albacete. 
Del valor universal de este santuario da fe el que haya sido declarado desde 1998 Patrimonio de la Humanidad por la Unesco bajo el nombre administrativo convencional de Arte rupestre del arco mediterráneo de la península ibérica. Sin embargo, no parece que tal nombramiento haya revertido en modo alguno pues sigue siendo un gran desconocido y carece de algún tipo de protección, lo que lo sitúa en un permanente peligro.

### Castillo de La Encomienda
Al parecer, la construcción del castillo se remonta al siglo XII. Fue reformado en el siglo XVI en tiempos de Felipe II. 
En 2006 fue adquirido por la corporación municipal y en noviembre de 2007 se iniciaron obras de restauración.

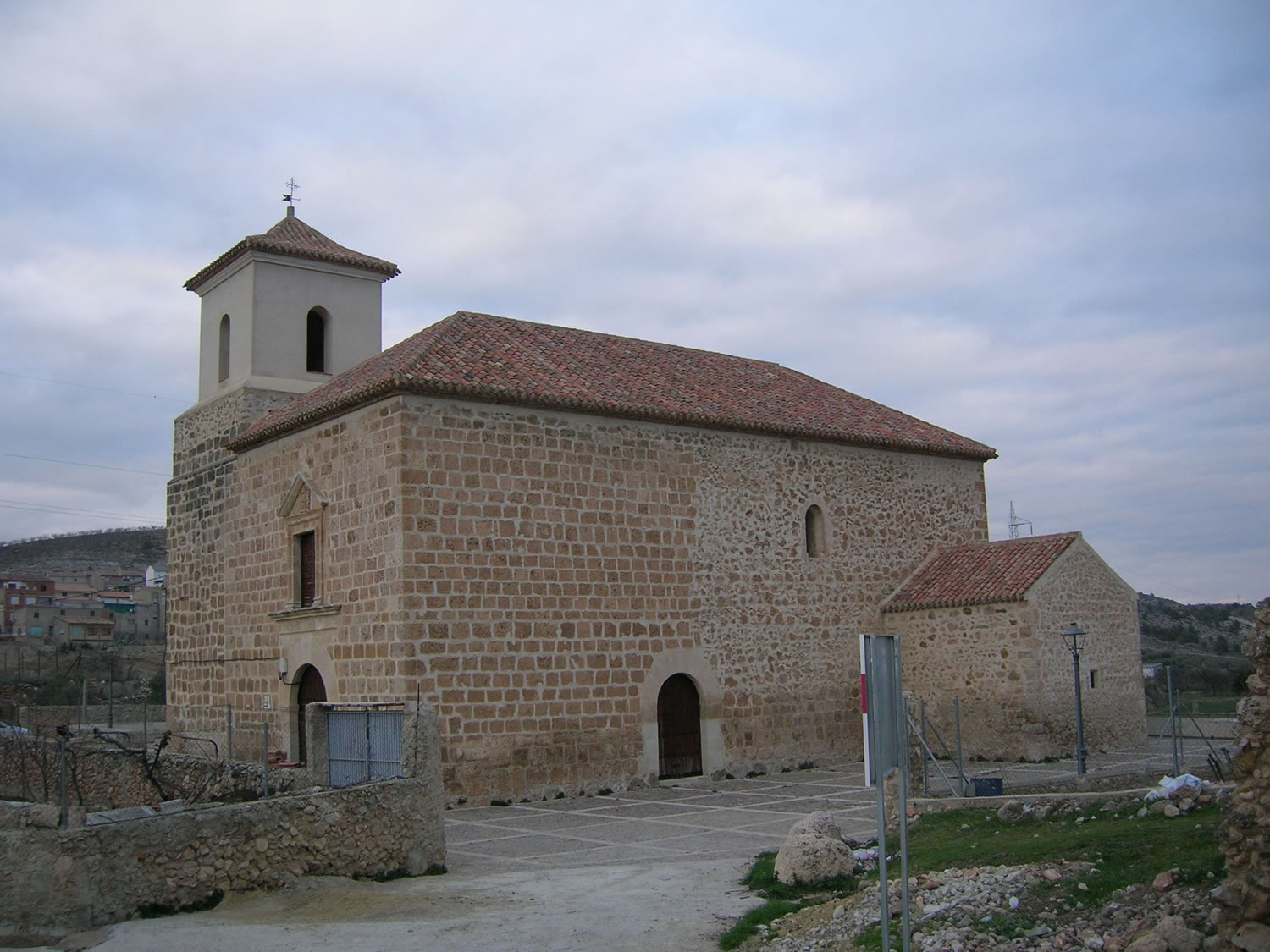
Antigua iglesia.
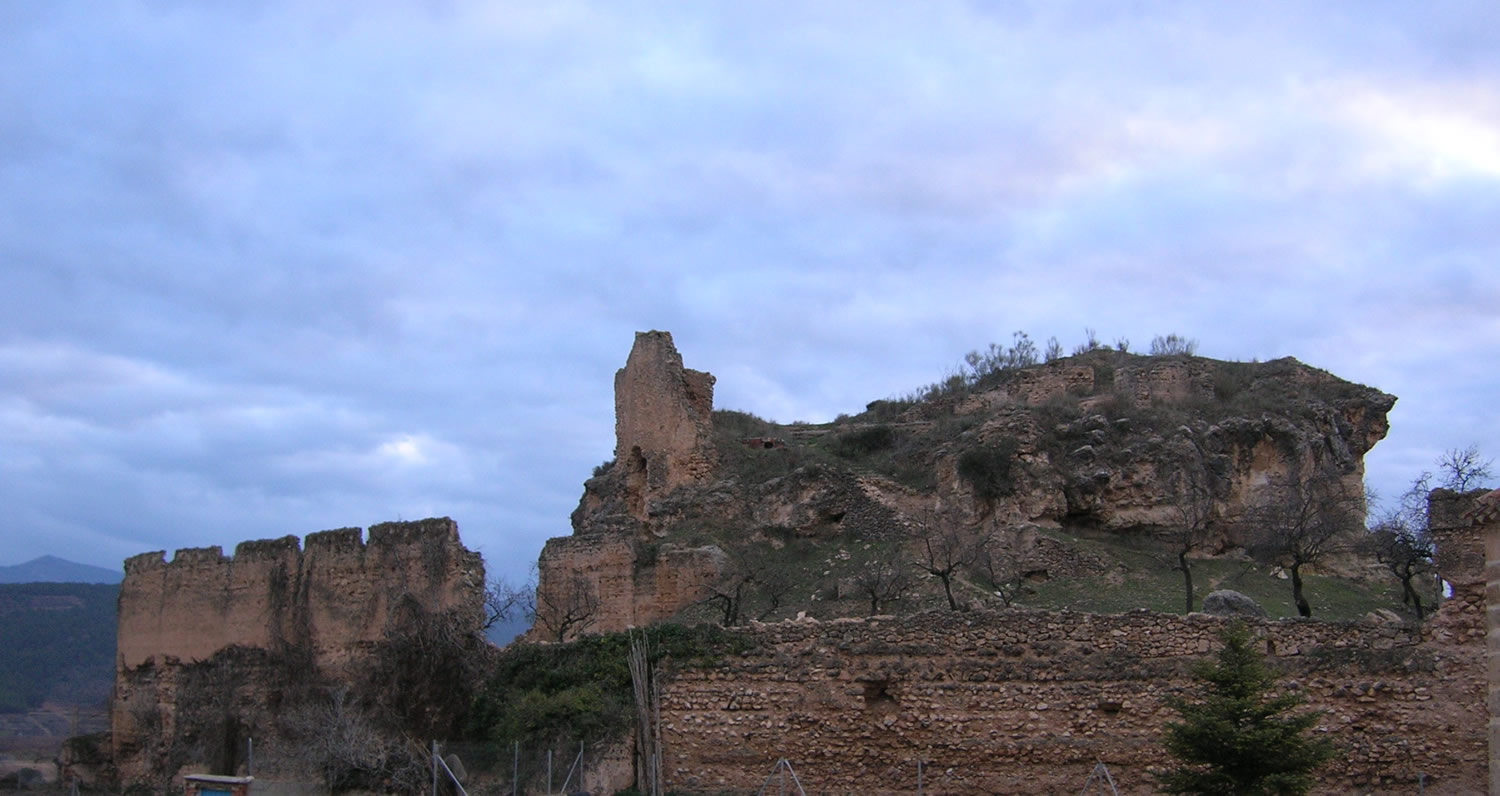
Castillo.
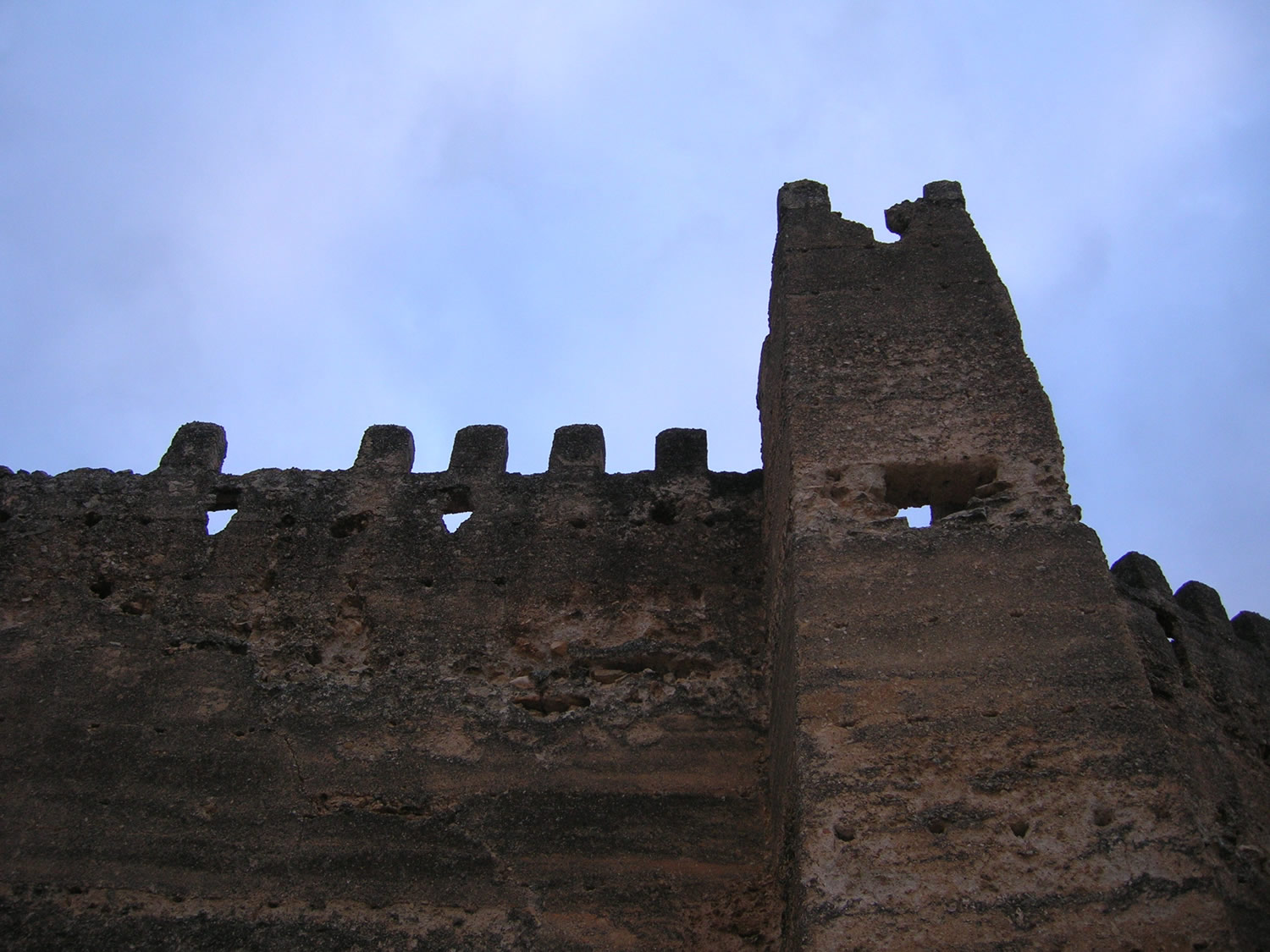
Castillo.
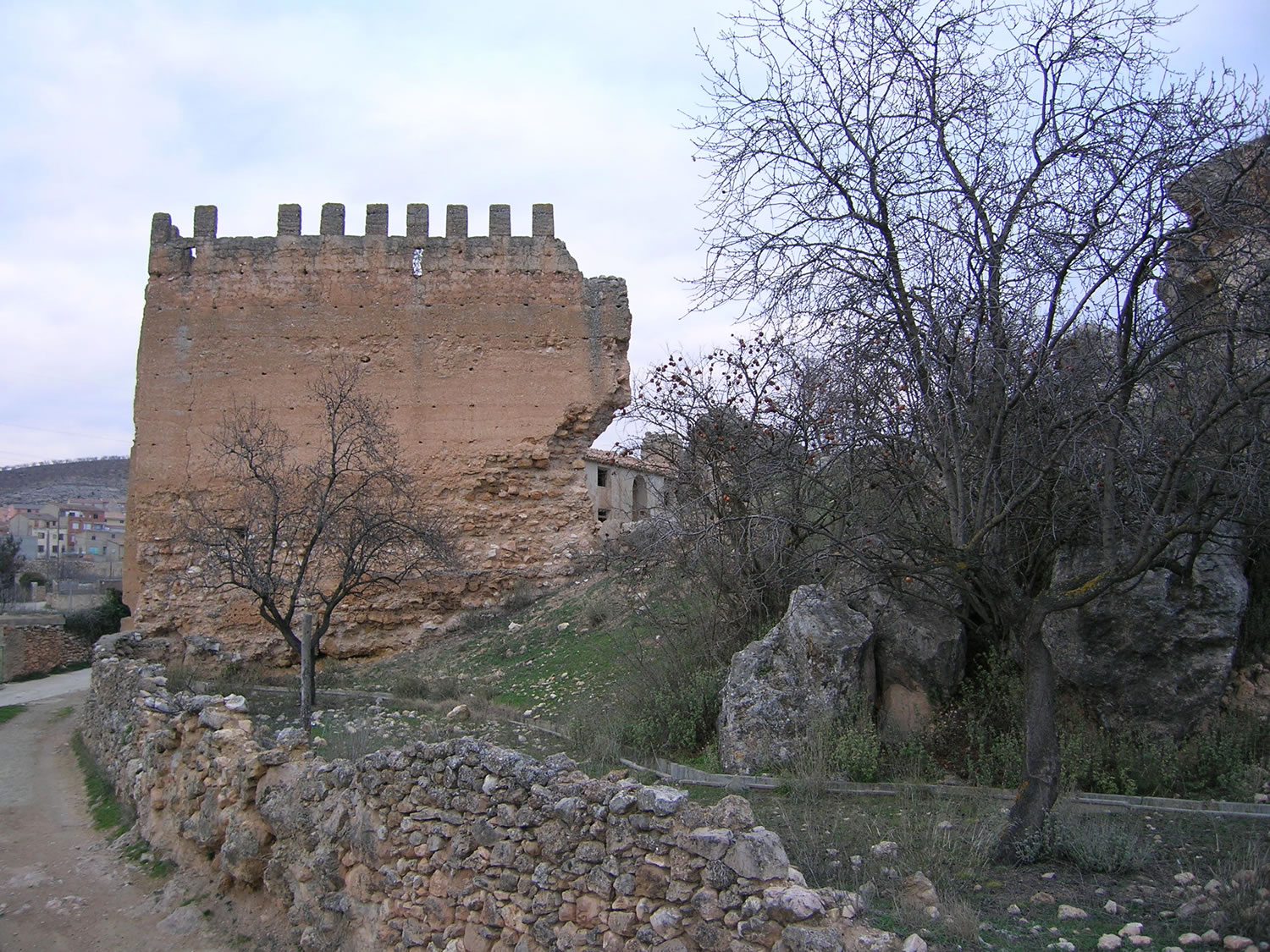
Castillo.

### Noguera del Arco
La Noguera del Arco  es un nogal de una edad estimada de 1800 años, declarado "árbol singular" en 2003. Algunos especialistas aseguran que se remonta a la época musulmana y que está entre los nogales más añosos de Europa, si no es el más antiguo. Es el único árbol singular de la provincia, aparte del Plantón del Covacho, otra noguera, en este caso del municipio de Nerpio.

## Geografía humana

### Demografía
Cuenta con una población de 1662 habitantes (INE 2024).
| Gráfica de evolución demográfica de Socovos entre 1842 y 2021 |
| |
| Población de derecho según los censos de población del INE Población de hecho según los censos de población del INEEn estos censos se denominaba Socobos: 1842 y 1857 |

Tiene sus pedanías (Tazona, Los Olmos, Cañada Buendía y El Cañar).
La evolución demográfica de Socovos responde al modelo menos extremo de los pueblos de la Sierra del Segura. En el caso concreto de Socovos destaca la relativa estabilidad numérica de años habitualmente duros como las décadas de 1950 y 1960, marcándose el declive principal en la década siguiente, de modo extremo (-28% en sólo diez años). Desde 1991 se observa una clara estabilización, aunque el repunte de 1996 se ha perdido; en los últimos quince años, esa estabilidad ha sido similar a la de pueblos cercanos como Elche de la Sierra y Férez, y mejor que la media de la comarca.
| 1900 | 1910 | 1920 | 1930 | 1940 | 1950 | 1960 | 1970 | 1981 | 1991 | 1996 | 2001 | 2015 | 2016 | 2017 |
| ---- | ---- | ---- | ---- | ---- | ---- | ---- | ---- | ---- | ---- | ---- | ---- | ---- | ---- | ---- |
| 2039 | 2260 | 2471 | 2861 | 3290 | 3424 | 3242 | 3115 | 2241 | 1983 | 2106 | 2003 | 1832 | 1819 | 1788 |

## Fiestas y actividades culturales
Las fiestas patronales son del 5 al 11 de agosto. Destacan también la Semana Cultural, el Carnaval, la romería del 1 de mayo, las fiestas patronales de Tazona-Los Olmos-Cañada Buendía, en honor a Nuestra Señora de los Dolores, del 20 al 27 de agosto y las Lumbrinarias (en diciembre).